# سیارک ۷۱۳۰
سیارک ۷۱۳۰ (به انگلیسی: 7130 Klepper، نامگذاری:1992HR4) هفت هزار و صد و سیمین سیارک کشف شده‌است که در ۳۰ آوریل ۱۹۹۲ کشف شد.
قدر مطلق سیارک برابر ۱۴٫۳۰ است.